# Perham (Maine)
Perham és una població dels Estats Units a l'estat de Maine (EUA). Segons el cens del 2000 tenia 434 habitants.

## Demografia
Segons el cens del 2000, Perham tenia 434 habitants, 162 habitatges, i 114 famílies. La densitat de població era de 4,6 habitants/km².
Dels 162 habitatges en un 28,4% hi vivien nens de menys de 18 anys, en un 61,1% hi vivien parelles casades, en un 7,4% dones solteres, i en un 29,6% no eren unitats familiars. En el 21,6% dels habitatges hi vivien persones soles el 10,5% de les quals corresponia a persones de 65 anys o més que vivien soles. El nombre mitjà de persones vivint en cada habitatge era de 2,68 i el nombre mitjà de persones que vivien en cada família era de 3,22.
Per edats la població es repartia de la següent manera: un 24% tenia menys de 18 anys, un 8,8% entre 18 i 24, un 24,2% entre 25 i 44, un 24,2% de 45 a 60 i un 18,9% 65 anys o més.
L'edat mediana era de 40 anys. Per cada 100 dones de 18 o més anys hi havia 103,7 homes.
La renda mediana per habitatge era de 25.962 $ i la renda mediana per família de 31.250 $. Els homes tenien una renda mediana de 25.341 $ mentre que les dones 17.917 $. La renda per capita de la població era d'11.721 $. Entorn del 7,8% de les famílies i l'11,2% de la població estaven per davall del llindar de pobresa.